# 평화의 섬

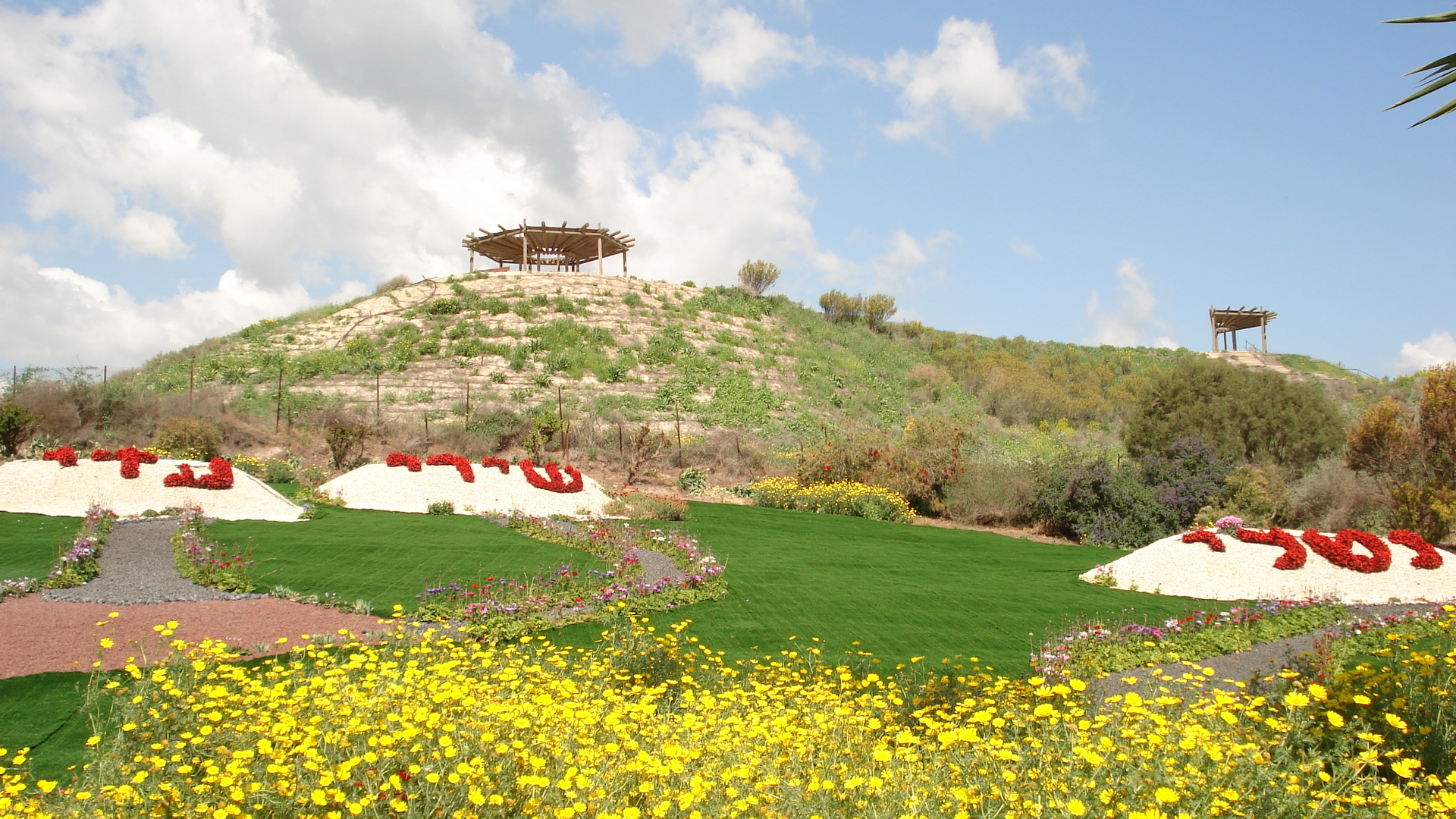
1997년 평화의 섬 학살 이후 평화의 섬에 조성된 꽃 동산.

평화의 섬(영어: Island of Peace, 아랍어: جزيرة السلام), 나하라임(히브리어: נהריים→두 강), 알바쿠라(아랍어: الباقورة)는 요르단 북부의 지역으로, 요르단강과 야르무크강이 합류하는 지점이다.
1994년 체결된 이스라엘–요르단 평화 조약에 따라 평화의 섬은 요르단 영토가 되었지만, 요르단은 이스라엘의 농민들이 땅을 계속 경작할 수 있도록 임대 계약을 맺었으며, 이 계약은 25년 주기로 자동 갱신되나, 요르단이 종료 1년 전 예고하면 계약을 종료할 수 있었다.
2018년 10월 요르단의 계약 종료 예고 후, 2019년 11월 10일 요르단은 평화의 섬 지역 전체를 다시 차지하였으며, 압둘라 2세는 이에 대해 요르단이 "이 땅의 모든 발짝에서 완전한 통치권"을 확고히 하는 것이라고 밝혔다.

## 역사

### 위임통치령 시기 발전소
요르단강을 따라 생긴 충적토층과 강바닥은 이스라엘국 성립 이전부터 유대인 소유였다. 1927년 팔레스타인 전기 회사의 창립자인 표트르 루텐베르크는 수력 발전소 건설을 위해 압둘라 1세와 계약을 맺었으며, 수력 발전소 건설 과정에서 지은 수로와 댐으로 인해 두 강 사이에 섬이 생기게 되었다. 수력 발전소는 1932년부터 전력 공급을 시작했으며, 1948년 제1차 중동 전쟁 당시 가동이 중단되었다.

### 1994년 평화 조약
1994년 이스라엘은 평화 조약의 일부로 평화의 섬 지역을 요르단에 양도했는데, 요르단은 야슈돗 야코브 키부츠 농민들이 계속 땅을 경작할 수 있도록 이스라엘에 임대하는 형식을 취했다.

### 1994년 이후
합의에 따라 요르단은 25년 주기로 자동 갱신되는 토지 임대 계약을 맺었다. 또한, 이스라엘 관광객이 비자나 여권 없이 신분증 제시로만 공원을 방문할 수 있도록 특수 검문소가 설치되었다. 2012년 기준, 관광객은 허가된 관광 안내원과 동행하는 형태로만 들어갈 수 있다.
2019년 요르단은 평화의 섬 지역 전체를 완전히 돌려받았다.

## 1997년 학살

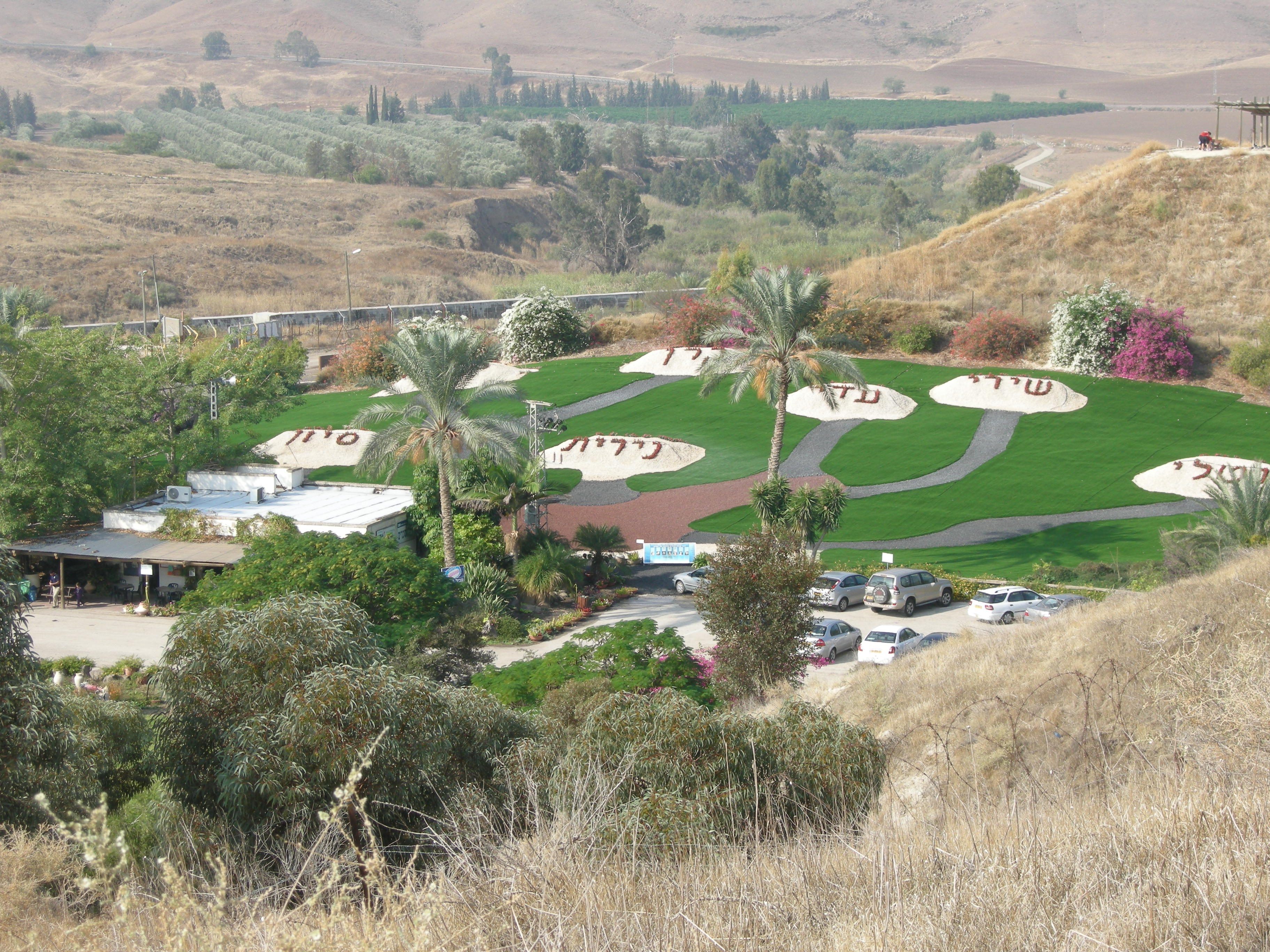
나하라임 추모지.

1997년 3월 13일, 베이트셰메시에 있는 AMIT 중학교 학생들이 요르단열곡에서 수학여행을 진행하던 중, 요르단 군인 아흐마드 다카므세가 학생들에게 사격해, 13~14세 여학생 7명이 사망하고 6명이 부상을 입었다. 당시 요르단 군주였던 후세인 1세는 직접 베이트셰메시를 방문해 조의를 표하고, 요르단의 이름으로 용서를 구했는데, 이는 감동적이자 용감한 행동으로 받아들여졌다.